# Промисловість Туреччини

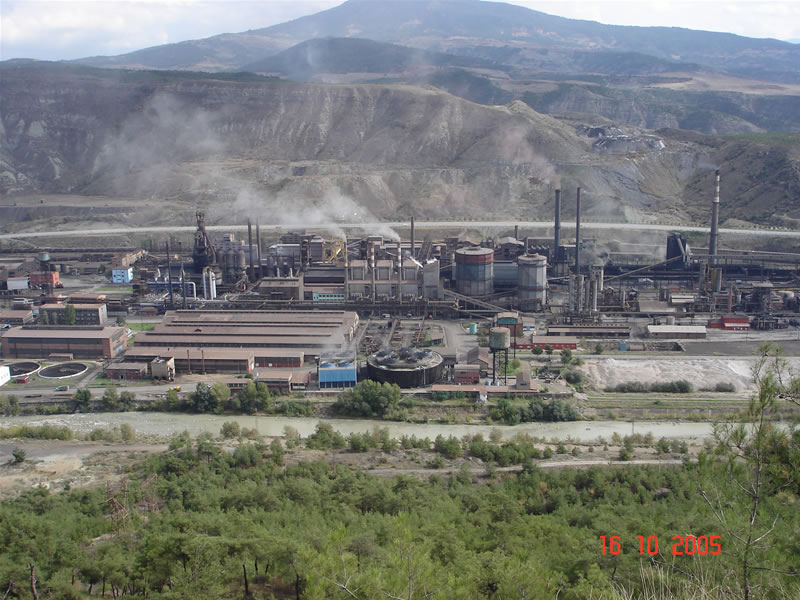
Металургійний завод Kardemir в місті Карабюк

Промисло́вість Туре́ччини — один з провідних секторів турецької економіки. За кількістю зайнятих і частці в загальному експорті ключову роль відіграє виробництво текстилю і готового одягу. Продовжують зберігати важливе значення первинна переробка продукції сільського господарства і харчова промисловість. Збільшується значення машинобудування (особливо автомобілебудування) і хімічної промисловості. В останні два десятиліття завдяки широкій програмі приватизації істотно скоротилася присутність державного капіталу в промисловості, а загальна лібералізація економіки привернула в промисловий сектор іноземний капітал і передові зарубіжні технології. Зарубіжні компанії приваблюють, перш за все, ємність динамічного турецького ринку, деякі сектори якого залишаються ще далекими від насичення і мають великий потенціал, хороший інвестиційний клімат, висококваліфікована і відносно недорога робоча сила, а також близькість до сусідніх ринків, особливо європейського, привабливим з точки зору експорту.
Однак, у багатьох секторах промисловості Туреччини продовжують домінувати дрібні і середні (часто сімейні) компанії, зберігається велика залежність від імпортних комплектуючих і технологій, а також слабкий розвиток власної науково-дослідної та дослідно-конструкторської бази. Також зберігається регіональна диспропорція в розвитку промисловості і продовжує збільшуватися відставання східної Туреччині від західної, особливо від розвинених промислових районів навколо Стамбула, Ізміта і Ізміра.